# My Same
My Same ist ein Lied der britischen Sängerin Adele, das 2008 auf ihrem ersten Studioalbum 19 erschien. Adele selbst schrieb das Lied und produzierte es gemeinsam mit dem Briten Jim Abbis.

## Rezeption
Das Musikkriterportal laut.de bemängelt einen Tritonus im Lied von Adele, der mit „aiiii", aiiiiiiiii" vertextet wird“ und bezeichnete ihn als Körperverletzung.

## Kommerzieller Erfolg
Nachdem die deutsche Popsängerin Lena Meyer-Landrut das Lied bei ihrem Auftritt bei der Castingshow Unser Star für Oslo, dem deutschen Vorentscheid für den Eurovision Song Contest 2010, gesungen hatte, gelang dem vorher relativ unbekannten Lied am 10. März 2010 der Einstieg in die deutschen Singlecharts, wo es Platz 61 erreichte.
| ChartsChartplatzierungen | Höchstplatzierung | Wochen |
| ------------------------ | ----------------- | ------ |
| Deutschland (GfK)        | 61 (2 Wo.)        | 2      |

## Lena-Meyer-Landrut-Version
Nachdem Lena 2010 das Lied bei Unser Star für Oslo gesungen hatte, erschien im selben Jahr eine 14 Sekunden kürzere Version auf ihrem Debüt-Studioalbum My Cassette Player.
Rezeption
Lena Meyer-Landrut konnte sich bei der Casting-Show Unser Star für Oslo mit dem Lied gegenüber den anderen Kandidaten hervorheben.
Tobias Rapp vom Nachrichtenmagazin Der Spiegel bemerkte über Lena Meyer-Landruts Cover-Version: „Lena konnte ihren Eigensinn demonstrieren.“ Für ihn ist ihre Version „ganz bezaubernder Schluckauf-Soul.“